# Potenziale chimico
In termochimica, il potenziale chimico (o energia libera molare parziale, in genere indicato con il simbolo {\displaystyle \mu }) è un concetto introdotto nel 1876 dal chimico statunitense Josiah Willard Gibbs (1839-1903), che lo definì come segue:
«Se supponiamo di aggiungere una quantità infinitesima di una qualunque sostanza a una massa omogenea in un determinato stato termodinamico, mantenendola omogenea e mantenendo costanti la sua entropia e il suo volume, l'incremento dell'energia della massa diviso per la quantità di sostanza aggiunta è il potenziale di quella sostanza nella massa considerata.»
Gibbs sottolineò anche che, per gli scopi di questa definizione, qualunque elemento chimico o combinazione di elementi in proporzioni date può essere considerato una sostanza, che ne sia o meno possibile l'esistenza indipendente come corpo omogeneo.

## Potenziale chimico (termodinamico)
Il potenziale chimico di una particolare sostanza in un sistema termodinamico è pari alla variazione dell'energia interna che subirebbe il sistema se gli venisse aggiunta una piccola quantità di quella sostanza, a entropia e volume fissati, divisa per la quantità di sostanza aggiunta. Il potenziale chimico è una quantità fondamentale in termodinamica ed è associato all'ammontare della sostanza considerata (entità, atomo, molecola, ione, zwitterione).
Il potenziale chimico è particolarmente importante nello studio delle reazioni chimiche. Consideriamo il caso più semplice di due specie, in cui specie di tipo 1 possono trasformarsi in specie di tipo 2 e viceversa. Quando il sistema è in equilibrio termodinamico, i potenziali chimici delle due specie devono essere uguali. In caso contrario, il sistema potrebbe cedere irreversibilmente energia all'ambiente sotto forma di calore, trasformando le specie a potenziale chimico più elevato in specie a potenziale chimico più basso. Nel caso generale, la reazione riguarda più specie chimiche e la condizione di equilibrio può essere espressa dicendo che la variazione dell'energia interna (a entropia e volume costanti) che si ottiene facendo subire la reazione a una piccola quantità di materia deve annullarsi. Questo implica una relazione lineare tra i potenziali chimici delle sostanze considerate, che è collegata alla legge di azione di massa.
Analogamente, se due fasi della stessa sostanza sono in equilibrio termodinamico, i potenziali chimici delle due fasi debbono essere uguali per ognuna delle specie chimiche presenti. Questo determina le condizioni di equilibrio delle fasi.

### Potenziale chimico standard
La definizione di potenziale chimico non è sufficiente da sola a dare un significato numerico al potenziale chimico: quando infatti si parla di "potenziale", in qualunque ambito della fisica, è necessario stabilire un valore a cui fare riferimento, in quanto il valore del potenziale chimico è relativo ad uno "zero" arbitrario. Nel caso del potenziale chimico, è stato assegnato in maniera convenzionale il valore di {\displaystyle \mu ^{\circ }=0\,\mathrm {kJ} \,\mathrm {mol} ^{-1}} alla sostanza semplice nella forma allotropica più stabile di un determinato elemento chimico allo stato standard ({\displaystyle p^{\circ }=1\times 10^{5}\,\mathrm {Pa} =1\,\mathrm {bar} } e attività unitaria). In questo caso si parla di potenziale chimico standard.
Nella tabella seguente vengono mostrati i potenziali chimici standard delle sostanze semplici del carbonio e dell'ossigeno:
| Sostanza semplice    | Formula                    | Potenziale chimico standard [kJ/mol] |
| -------------------- | -------------------------- | ------------------------------------ |
| Grafite              | {\displaystyle {\ce {C}}}  | 0                                    |
| Diamante             | {\displaystyle {\ce {C}}}  | {\displaystyle +3}                   |
| Ossigeno biatomico   | {\displaystyle {\ce {O2}}} | 0                                    |
| Ossigeno monoatomico | {\displaystyle {\ce {O}}}  | {\displaystyle +232}                 |
| Ozono                | {\displaystyle {\ce {O3}}} | {\displaystyle +163}                 |

Nel caso di sostanze composte, i potenziali chimici possono essere anche negativi. Un potenziale chimico negativo corrisponde ad una condizione di maggiore stabilità rispetto alle sostanze semplici di cui la molecola è composta, per cui un composto che abbia un potenziale chimico standard negativo non si decomporrà negli elementi chimici di cui è formato (allo stato standard).
Nella tabella seguente sono indicati i potenziali chimici standard di alcuni composti:
| Sostanza semplice  | Formula                           | Potenziale chimico standard [kJ/mol] |
| ------------------ | --------------------------------- | ------------------------------------ |
| Cloruro di sodio   | {\displaystyle {\ce {NaCl}}}      | {\displaystyle -384}                 |
| Saccarosio         | {\displaystyle {\ce {C12H22O11}}} | {\displaystyle -1544}                |
| Alcool etilico     | {\displaystyle {\ce {C2H6O}}}     | {\displaystyle -175}                 |
| Acqua              | {\displaystyle {\ce {H2O}}}       | {\displaystyle -237}                 |
| Anidride carbonica | {\displaystyle {\ce {CO2}}}       | {\displaystyle -394}                 |
| Acetilene          | {\displaystyle {\ce {C2H2}}}      | {\displaystyle +209}                 |
| Azoturo di sodio   | {\displaystyle {\ce {NaN3}}}      | {\displaystyle +91}                  |

Dalla tabella si vede appunto che sostanze comuni quali il sale da cucina (cloruro di sodio) e lo zucchero (saccarosio), avendo un potenziale chimico standard negativo, sono stabili allo stato standard, mentre l'acetilene e l'azoturo di sodio, avendo potenziale chimico standard positivo si decompongono.

### Definizione di potenziale chimico come grandezza parziale molare
Il potenziale chimico è anche definito dal punto di vista operativo come la grandezza parziale molare dell'energia libera di Gibbs
.
Consideriamo un sistema chimico contenente {\displaystyle k} specie chimiche differenti (entità, atomi, molecole, radicali, ioni, zwitterioni). All'equilibrio termodinamico l'energia interna {\displaystyle U} del sistema è una funzione dell'entropia {\displaystyle S}, del volume {\displaystyle V}, e del numero di moli di ciascuna specie {\displaystyle n_{1},\ldots ,n_{k}} presente:
{\displaystyle U=U(S,V,n_{1},\ldots ,n_{k})}
Chiamando energia interna {\displaystyle U}, abbiamo sottolineato che i contributi all'energia dovuti ad interazioni fra il sistema ed oggetti esterni non vengono considerati. Per esempio, l'energia potenziale gravitazionale dovuta all'interazione fra il sistema e la Terra non contribuisce ad {\displaystyle U}.
Il potenziale chimico {\displaystyle \mu _{i}} della specie {\displaystyle i} è definito dalla derivata parziale
{\displaystyle \mu _{i}=\left({\frac {\partial U}{\partial n_{i}}}\right)_{S,V,n_{j\neq i}}}
dove i pedici sottolineano che la derivata è valutata con entropia, volume, e numero di moli delle altre specie chimiche mantenute costanti (composizione costante).
Si deduce anche (Teorema di Eulero sulle funzioni omogenee) che:
{\displaystyle U=TS-pV+\Sigma _{i}n_{i}\mu _{i}}
Poiché nei sistemi reali è difficile mantenere costante l'entropia (che peraltro non è misurabile direttamente) si preferisce valutare il potenziale chimico in termini dell'energia libera di Helmholtz {\displaystyle A}, espressa come funzione della temperatura, del volume, e del numero di moli delle {\displaystyle i-}esime specie chimiche (in totale {\displaystyle k}):
{\displaystyle A=A(T,V,n_{1},\ldots ,n_{k})=U-TS}
In termini di energia libera di Helmholtz, il potenziale chimico è quindi definito da
{\displaystyle \mu _{i}=\left({\frac {\partial A}{\partial n_{i}}}\right)_{T,V,n_{j\neq i}}}
Si deduce anche (Teorema di Eulero sulle funzioni omogenee) che:
{\displaystyle A=-pV+\Sigma _{i}n_{i}\mu _{i}}
In termini di entalpia {\displaystyle H}, espressa come funzione della entropia, della pressione, e del numero di moli delle {\displaystyle i-}esime specie chimiche (in totale k):
{\displaystyle H=H(S,p,n_{1},\ldots ,n_{k})=U+pV}
In termini di entalpia, il potenziale chimico è quindi definito da
{\displaystyle \mu _{i}=\left({\frac {\partial H}{\partial n_{i}}}\right)_{S,p,n_{j\neq i}}}
Si deduce anche (Teorema di Eulero sulle funzioni omogenee) che:
{\displaystyle H=TS+\Sigma _{i}n_{i}\mu _{i}}
Comunemente gli esperimenti di laboratorio sono svolti in condizioni di temperatura e pressione costanti, così come a maggior parte delle reazioni chimiche naturali che avvengono a pressione {\displaystyle p} atmosferica e temperatura {\displaystyle T} ambiente. In questo caso il potenziale chimico è una grandezza parziale molare ed è dato dalla derivata parziale dell'energia libera di Gibbs o energia di Gibbs {\displaystyle G} rispetto al numero di moli del componente {\displaystyle i-}esimo, mantenendo costante pressione, temperatura e composizione rispetto alle altre {\displaystyle j-}esime specie:
{\displaystyle G=G(T,p,n_{1},\ldots ,n_{k})=U+pV-TS=H-TS}
In termini di energia di libera di Gibbs, il potenziale chimico è quindi definito da:
{\displaystyle \mu _{i}=\left({\frac {\partial G}{\partial n_{i}}}\right)_{T,p,n_{j\neq i}}}
Si deduce anche (teorema di Eulero sulle funzioni omogenee) che:
{\displaystyle G=\Sigma _{i}n_{i}\mu _{i}}
Questa ultima equazione è di particolare rilevanza in chimica in quanto {\displaystyle G} risulta semplicemente la somma pesata sui coefficienti stechiometrici dei potenziali chimici dei vari componenti la miscela, che non sono altro che le energie libere di Gibbs parziali molari. Inoltre {\displaystyle G=G(P,T,n_{1},\ldots ,n_{k})} ha la proprietà di dipendere in maniera esplicita solo dalle variabili intensive pressione {\displaystyle P} e temperatura {\displaystyle T}, variabili termodinamiche naturali di facile misurazione e controllo.
Va anche osservato che in base alle precedenti definizioni di {\displaystyle U,\,H,\,A,} e {\displaystyle G} (definite fondamentali da Gibbs, in quanto le funzioni {\displaystyle U,\,H,\,A,} e {\displaystyle G} sono espresse in funzione delle loro rispettive variabili naturali) sussistono le eguaglianze:
{\displaystyle \mu _{i}=\left({\frac {\partial U}{\partial n_{i}}}\right)_{S,V,n_{j\neq i}}=\left({\frac {\partial G}{\partial n_{i}}}\right)_{T,p,n_{j\neq i}}=\left({\frac {\partial H}{\partial n_{i}}}\right)_{S,p,n_{j\neq i}}=\left({\frac {\partial A}{\partial n_{i}}}\right)_{T,V,n_{j\neq i}}}

### Effetto della temperatura e della pressione
I valori dei potenziali chimici standard sono generalmente tabulati a {\displaystyle 298\,\mathrm {K} }.

I potenziali chimici per una temperatura e pressione qualsiasi possono essere ricavati da quelli tabulati sfruttando le seguenti leggi empiriche lineari:
{\displaystyle \mu (T)=\mu (T_{0})+\alpha (T-T_{0})\ }
e
{\displaystyle \mu (p)=\mu (p_{0})+\beta (p-p_{0})\ }
in cui i coefficienti {\displaystyle \alpha } e {\displaystyle \beta } valgono:
{\displaystyle \alpha =\left({\frac {\partial \mu }{\partial T}}\right)_{p,n_{j\neq i}}}
{\displaystyle \beta =\left({\frac {\partial \mu }{\partial p}}\right)_{T,n_{j\neq i}}}
Per esprimere i coefficienti sperimentali {\displaystyle \alpha } e {\displaystyle \beta } possiamo anche ricorrere alle relazioni di Maxwell, ottenendo:
{\displaystyle \alpha =\left({\frac {\partial \mu }{\partial T}}\right)_{p,n_{j\neq i}}=-\left({\frac {\partial S}{\partial n}}\right)_{T,p}}
e
{\displaystyle \beta =\left({\frac {\partial \mu }{\partial p}}\right)_{T,n_{j\neq i}}=\left({\frac {\partial V}{\partial n}}\right)_{T,p}}

### Altre relazioni
Per un sistema costituito da invece una sola specie chimica, {\displaystyle G} è proporzionale al numero {\displaystyle n} di moli di quella sola specie e la grandezza parziale molare diventa semplicemente una grandezza molare, per cui {\displaystyle \mu } diventa l'energia libera molare {\displaystyle G_{m}} della sostanza.
{\displaystyle \mu ={\frac {G}{n}}=G_{m}}
La conoscenza dell'andamento del potenziale chimico di una sostanza pura (energia libera molare) in funzione della temperatura e della pressione, permette il calcolo di altre grandezze di grande utilità termodinamica e termochimica quali: calore specifico molare a pressione costante {\displaystyle C_{p}}, coefficiente di dilatazione cubica isobara {\displaystyle \alpha } (o talvolta {\displaystyle \beta }) ed il coefficiente di comprimibilità cubica isoterma {\displaystyle \kappa _{T}}, che sono rispettivamente le derivate parziali seconde del potenziale chimico in base alle le seguenti definizioni (dove {\displaystyle s,\,v} e {\displaystyle \rho =M/v} sono rispettivamente l'entropia molare {\displaystyle S_{m}}, il volume molare {\displaystyle V_{m}} e la densità massica della sostanza, tenendo conto che {\displaystyle \rho dv=-vd\rho } perché la massa molare {\displaystyle M} è una costante):
{\displaystyle C_{p}=T\left({\frac {\partial s}{\partial T}}\right)_{p}=-T\left({\frac {\partial ^{2}\mu }{\partial T^{2}}}\right)_{p}}
{\displaystyle \alpha =1/v\left({\frac {\partial v}{\partial T}}\right)_{p}=1/v\left({\frac {\partial ^{2}\mu }{\partial T\partial p}}\right)\equiv 1/v\left({\frac {\partial ^{2}\mu }{\partial p\partial T}}\right)=-1/\rho \left({\frac {\partial \rho }{\partial T}}\right)_{p}}
{\displaystyle \kappa _{T}=-1/v\left({\frac {\partial v}{\partial p}}\right)_{T}=-1/v\left({\frac {\partial ^{2}\mu }{\partial p^{2}}}\right)_{T}}
Utilizzando il potenziale chimico, si possono ricavare anche le espressioni della magnetizzazione {\displaystyle M} in {\displaystyle A/m} e della suscettività magnetica adimensionale {\displaystyle \chi } di una sostanza, come derivate prima e seconda rispetto alla densità di flusso magnetico (oppure induzione magnetica) {\displaystyle B} in tesla o {\displaystyle Wb/m^{2}}, mentre il campo magnetico nel materiale {\displaystyle H} in {\displaystyle A/m} è legato a {\displaystyle B} dalla relazione {\displaystyle B=\mu _{0}\mu _{r}H}, dove in questo caso {\displaystyle \mu =\mu _{0}\mu _{r}=1+\chi } è la permeabilità magnetica del materiale in {\displaystyle N/A^{2}}:
{\displaystyle M=-1/v\left({\frac {\partial \mu }{\partial B}}\right)_{T}=-1/v\mu _{0}\mu _{r}\left({\frac {\partial \mu }{\partial H}}\right)_{T}}
{\displaystyle \chi =-1/v\left({\frac {\partial ^{2}\operatorname {\mu } }{\partial B\partial H}}\right)_{T}=-1/v\mu _{0}\mu _{r}\left({\frac {\partial ^{2}\operatorname {\mu } }{\partial H^{2}}}\right)_{T}}